# Unione Sportiva Ravenna 1981-1982
Questa pagina raccoglie le informazioni riguardanti l'Unione Sportiva Ravenna nelle competizioni ufficiali della stagione 1981-1982.

## Stagione
Nella stagione 1981-1982, alla sesta stagione consecutiva nelle categorie dilettantistiche, il Ravenna ottiene la promozione in Serie C2, grazie al primo posto nel girone D del campionato Interregionale. Gli uomini di Giampaolo Landi, neopromossi dal campionato di Promozione regionale, nel campionato Interregionale, dominarono alla grande il loro raggruppamento, sbaragliando la concorrenza delle quotate Centese e Rovigo, e creando le premesse dall'Interregionale di un prossimo ritorno tra i professionisti.

## Rosa
| N. |                   | Ruolo | Calciatore         |
| -- | ----------------- | ----- | ------------------ |
|    | Italia (bandiera) | C     | Mirco Balacich     |
|    | Italia (bandiera) | C     | Gianluca Baldini   |
|    | Italia (bandiera) | D     | Maurizio Baron     |
|    | Italia (bandiera) | D     | Gabriele Bolognesi |
|    | Italia (bandiera) | C     | Rosario Castronovo |
|    | Italia (bandiera) | A     | Francesco Cini     |
|    | Italia (bandiera) | D     | Ciro Costa         |
|    | Italia (bandiera) | A     | Piero Fiorentini   |
|    | Italia (bandiera) | A     | Renato Lorenzato   |

| N. |                   | Ruolo | Calciatore            |
| -- | ----------------- | ----- | --------------------- |
|    | Italia (bandiera) | D     | Benito Michelazzi     |
|    | Italia (bandiera) | C     | Antonio Onofri        |
|    | Italia (bandiera) | C     | Piergiorgio Sacchetti |
|    | Italia (bandiera) | C     | Oscar Saioni          |
|    | Italia (bandiera) | D     | Santomieri            |
|    | Italia (bandiera) | D     | Pierluigi Silva       |
|    | Italia (bandiera) | C     | Gabriele Smeraldi     |
|    | Italia (bandiera) | P     | Oriano Testa          |
|    | Italia (bandiera) | A     | Giorgio Ugolini       |